# Bovenstverlaat
Bovenstverlaat is een sluis in de Opsterlandse Compagnonsvaart bij Appelscha. De sluis is gebouwd in 1820. De huidige stenen sluis is van 1890 In 1896 is hij geheel vernieuwd. Het verval is 1,26 meter. De sluis wordt nog volledig met de hand bediend. De sluis is een bajonetsluis. Bij dit type liggen de sluisdeuren niet recht maar schuin tegenover elkaar. Het eerst invarende schip wordt als eerste doorgeschut.
De sluis is voorzien van een fietsbruggetje, dat met de hand wordt bediend. Zowel aan de bovenzijde als aan de benedenzijde is de sluis voorzien van twee rinketten. De sluiskolk staat, als hij niet gebruikt wordt, vol.
De sluis wordt bediend in combinatie met brug Ravenswoud, een ophaalbrug die +/- 500 meter stroomopwaarts ligt.
Damsluis · 
Bovenstverlaat · 
Stokersverlaat · 
Fochteloërverlaat · 
Nanningaverlaat · 
Wijnjeterpverlaat · 
Hemrikerverlaat ·
Vosseburenverlaat · 
Gorredijk